# Borie de Savanac
La borie de Savanac est un monument historique situé au village de Savanac, sur le territoire de la commune de Lamagdelaine dans le Lot (Midi-Pyrénées).

## Historique
La borie a été inscrite au titre des monuments historiques le 27 mai 1993,.